# Mörkahålakärret
Mörkahålakärret är en sjö i Ödeshögs kommun i Östergötland och ingår i Motala ströms huvudavrinningsområde. Mörkahålakärret ligger i Omberg Natura 2000-område.